# Quebra de Xangô
A quebra de Xangô, Dia do Quebra, Quebra de 1912 ou ainda Quebra-quebra  foi um evento de intolerância religiosa que ocorreu no dia 2 de fevereiro de 1912 na cidade de Maceió, Alagoas, Brasil, consistindo na destruição de terreiros e perseguição a adeptos de religiões de matriz africana. Na época a intolerância contra os cultos afro-brasileiros eram parte da política do Estado Brasileiro. Atualmente o Estado Brasileiro considera a intolerância contra as manifestações das religiosidades afro-descendente e indígena um crime de discriminação.

## Histórico

### Início
Muitos historiadores e estudiosos denominam-a de Quebra de 1912. Consistiu na destruição de todas as casas de culto afro-brasileiro existentes na capital. As referências historiográficas sobre o fato estão nos artigos publicados na sessão Bruxaria, de Oséas Rosas, no já extinto Jornal de Alagoas. Terreiros foram invadidos e objetos sagrados foram retirados e queimados em praça pública; pais e mães de santo foram espancados publicamente.
A capital tinha papel preponderante pela Igreja católica na formação do território alagoano. Não se sabe ao certo o número de terreiros destruídos, pessoas assassinadas ou os responsáveis pelo fato. O movimento foi insuflado pela Liga dos Republicanos Combatentes,associação civil vinculada ao partido opositor Republicano Democrata, uma entidade que cometia atos ilegais como invasão a casas oficiais, tiroteios, intimidações.
Apesar de iniciado em Maceió, o movimento se estendeu pelo interior de Alagoas. Naquele dia, babalorixás e ialorixás tiveram seus terreiros invadidos por uma milícia armada denominada Liga dos Republicanos Combatentes, seguida por uma multidão enfurecida, e assistiram à retirada à força dos templos de seus paramentos e objetos sagrados, que foram expostos e queimados em praça pública.
O acontecimento culminou com a invasão e destruição dos principais terreiros de Xangô da capital do estado, populares aliados da Liga dos Republicanos Combatentes, essas pessoas eram constituídas por uma maioria de operários, eram lideradas pelo tenente reformado do exército, veterano da guerra de Canudos, Manoel Luiz da Paz. Os combatentes da Liga, nesse contexto, não deviam obediência a nenhuma autoridade e caíram com fúria sobre os terreiros. O primeiro a ser atingido, pela proximidade em que se encontrava, foi o terreiro de Chico Foguinho, cujos seguidores foram surpreendidos no auge da cerimônia religiosa, alguns deles ainda incorporados. A multidão enfurecida entrou quebrando tudo que encontrava pela frente, fazendo jus à determinação do líder, e batendo nos filhos de santo que se demoraram na fuga. diversos objetos sagrados, utensílios e adornos, vestes litúrgicas, instrumentos utilizados nos cultos. Percorreram a cidade, profanando os terreiros e recolhendo seus objetos sagrados, que tiveram como destino serem jogados em uma grande fogueira em via pública. Ação violenta que se estendeu para cidades vizinhas. Segundo Abelardo Duarte (1974:12) outros terreiros foram atacados entre estes o de Tia Marcelina que recebeu na ocasião do Quebra-Quebra, em sua casa, um golpe de sabre na cabeça, golpe que a deixou banhada em sangue. Uma das consequências deste evento foi a modificação, por parte dos adeptos, das práticas de culto aos Orixás, criando o chamado Xangô rezado baixo. A outra foi que estes partissem das Alagoas em busca de águas mais tranquilas. Este ato, conduzido pela Liga dos Republicanos Combatentes se dá no auge de uma briga política entre a oposição e o Governador Euclides Vieira Malta. Às vésperas da eleição, que tinha como candidatos Clodoaldo da Fonseca para governador e Fernandes Lima para vice, disputando com o oligarca que é acusado por seus opositores de utilizar feitiçarias dos Xangôs para se manter no poder. Na campanha da oposição são atribuídos ao então governador adjetivos como Soba da Mata Grande, Leba, papa do xangô alagoano. Sendo através dessa suposta ligação às práticas religiosas de origem africana, desmoralizado perante a sociedade alagoana.

### Motivação Política
Este ato se dá no auge de uma briga política entre a oposição e o Governador Euclides Vieira Malta. O antropólogo Ulisses N. Rafael explica: É como se finalmente a oposição tivesse encontrado, vamos dizer assim, um foco, tivesse encontrado um ponto vulnerável dentro da atuação do Euclides Malta, porque até então nenhuma das coisas Que se tentou foi suficiente pra que ele ficasse impedido de continuar no poder. E isso parece que tem um efeito devastador. Essas acusações de ligações dele com os terreiros causam realmente um estardalhaço, de modo que ele fica completamente desmoralizado.

### Intolerância Religiosa
As acusações ao Governador, de se relacionar com os Xangôs, são vinculadas, principalmente, no periódico oposicionista Jornal de Alagoas. Neste, na série de matérias intituladas Bruxaria, publicada nos dias consequentes ao episódio também conhecido como Operação Xangô, a suposta relação de Euclides Malta com os Xangôs denota a Mãe de santo Tia Marcelina como sua feiticeira protetora segundo as referidas reportagens, o nefasto governo de Euclides Malta e as ditas casas de feitiçaria barata que, segundo este periódico,se encontravam extremamente difundidas pela cidade de Maceió, se relacionavam na mais estreita afinidade. De acordo com este jornal o insulto à oligarquia Malta de utilizar feitiçarias para se manter no poder, desencadeia uma violência na sociedade alagoana contra as referências de matriz africana. Como conclui Rachel Rocha em sua entrevista: Por que a oposição de Fernandes Lima teria usado essa argumentação da associação de Euclides Malta às casas de culto para fazer uma contra propaganda do governador? Porque ele sabia que esse argumento ecoava negativamente na população, então essa era uma população preparada secularmente para não gostar dessas referências, para se envergonhar dessas referências, para querer esconder sua africanidade do resto da população, esconder esses traços da nossa suposta africanidade.

## Pedido de Perdão
O governador do Estado Teotonio Vilela Filho assinou, na quarta-feira dia 1º de Fevereiro de 2012 (cem anos após o massacre), um pedido de perdão oficial do Governo de Alagoas a todas as comunidades de terreiros de Alagoas, pelas atrocidades que marcaram o dia 1º de fevereiro de 1912, conhecido como a Quebra do Xangô ou Quebra de 1912. A assinatura foi feita no final dum cortejo popular, que passou por diversos locais a destacar a Praça D. Pedro II, Rua do Sol até a Praça dos Martírios, trecho este considerado importante ponto de confluência de terreiros de Maceió.
Em seu discurso, declarou o seguinte:
| “ | Minhas saudações aos alagoanos e alagoanas de todas as matrizes culturais e todos os matizes religiosos. Não existe nação que se pretenda grande, sem um povo forte. Da mesma forma, não existe povo que seja grande, sem uma forte memória coletiva. A memória é a alma do povo e o povo é a alma da nação. E nossa memória alagoana precisa ser revigorada com o resgate de lembranças escondidas, erroneamente varridas para baixo do tapete de penumbra do silêncio. Não podemos esquecer que 2012 marca o centenário do auge do período de perseguição aos praticantes dos cultos afro-brasileiros em Alagoas. Época de terror especialmente forte em Maceió, no episódio mais conhecido como a Quebra dos Xangôs, ou simplesmente, Quebra. Pegando pela palavra, estamos aqui reunidos para quebrar o silêncio oficial que reinou durante décadas sobre os horrores daqueles acontecimentos que marcaram o ano de 1912. Naquele tempo, uma onda de violência sem precedentes se abateu sobre os terreiros em Maceió e sobre as pessoas que então praticavam os ritos de origem africana – o Estado não cumpriu, naquele momento, seu papel de assegurador dos direitos elementares do cidadão, nem na garantia do direito à liberdade religiosa. Como referência, escolhemos o dia primeiro de fevereiro, quando uma entidade civil denominada Liga Republicana Combatente, comandou uma violenta invasão a centros de cultos e de cultura de matriz africana em Maceió. A primeira vítima nesta noite terrível foi Tia Marcelina, reverenciada como a principal Mãe de Santo de Alagoas daquela época. Tia Marcelina, idosa com mais de oitenta anos, morreu vítima de um golpe de sabre em sua cabeça e chutes desferidos por um ex-soldado, desertor da força pública. Conta-se que no dia seguinte a perna do referido soldado secara e, depois, todo o corpo. Em verdade, frente a esses episódios horrorosos, o que secou mesmo foi nossa memória e, junto com ela, nossa própria identidade perdeu parte de seu brilho. Secou parte de nossas culturas populares, com a perda de importantes lideranças e artistas do povo, detentores de práticas e saberes ancestrais impregnados ao nosso imaginário e nas coisas do cotidiano. Segundo a opinião de estudiosos de todo o Brasil, as casas de cultos afro-brasileiros, além da importância dada pela sua prática específica - a do culto religioso -, funcionam também como verdadeiros celeiros de criatividade e cidadania, a exemplo de tantos outros cultos de matizes religiosos distintos. Os territórios das crenças são espaços de vida comunitária abertos às diferenças de toda ordem. Nesses perímetros, no caso dos cultos afro-brasileiros, aprende-se desde cedo o respeito aos idosos, portadores de saberes herdados de seus ancestrais. Também se aprende o respeito às crianças, patrimônio de toda a comunidade e, por isso, responsabilidade de todos. E o mais importante, aprende-se a ter orgulho de si mesmo, pelo desenvolvimento de um forte sentido de integrar um grupo cultural maior, seja Nagô, Angola, Gêge e as muitas outras nações que formam a riqueza das religiões africanas. Muito me orgulha, na condição de governador deste Estado, saber-me protagonista deste ato da maior importância. Hoje, capitaneados pela Universidade Estadual de Alagoas e seus parceiros, nos reunimos para um passar a limpo da história, promovendo a justa compreensão da violência e dos prejuízos causados não só aos religiosos de matriz africana, mas a todo o povo alagoano. A conquista de um futuro digno para Alagoas exige o revisitar do seu passado, na busca de corrigirmos os erros historicamente cometidos e ajustarmos o leme em direção a dias melhores. O “Quebra”, mais do que um evento restrito ao aspecto religioso, apresenta-se como um momento de prevalência dos sentimentos de violência e intolerância, expressões retrógradas que precisam ser definitivamente superadas, em nome de uma sociedade verdadeiramente democrática e inclusiva. Assim, o ciclo de atentados perpetrados em 1912 contra as casas de cultos afro-brasileiros pode ser visto como um atentado contra a autonomia do povo alagoano para construir uma identidade afirmativa de seu protagonismo, de sua efetiva presença na construção de uma Alagoas democrática. Se considerarmos que a maior potencialidade de qualquer sociedade se encontra justamente na força e criatividade de seu povo, podemos afirmar, sem qualquer dúvida, que o evento do “Quebra” resultou em inquestionável prejuízo ao nosso progresso enquanto sociedade como um todo. Dizendo isto, penso emocionado naquela Maceió de um século atrás onde, segundo as palavras do saudoso historiador Felix Lima Júnior, nas noites de festa podia-se ouvir o som dos tambores da Ponta Grossa à Pajuçara e de Bebedouro ao Centro da Cidade. Penso nos belíssimos maracatus que desfilavam por estas ruas e que desapareceram após o “Quebra”. Atento para as teses que apontam para a força social do Candomblé do tipo Xambá, reconhecido atualmente como patrimônio histórico nacional e que igualmente, segundo estudiosos, teria migrado para Pernambuco, privando-nos da sua riqueza cultural. Penso em uma cidade viva, colorida, embalada pelo canto carinhoso das inúmeras baianas e vendedores negros ambulantes que ganhavam o pão de cada dia por essas ruas. De fato o “Quebra” nos empobreceu culturalmente, mas sobretudo nos impediu de crescermos através do convívio com as diferenças e, compartilhando saberes, construirmos um desenvolvimento social baseado em nossa diversidade e, portanto, comprometido com a inclusão cidadã de todas as parcelas da sociedade. Assim, observando atentamente o ocorrido há um século, o Estado de Alagoas pede perdão pelo que seus Poderes Constituídos possam ter contribuído, por ações e/ou omissões, para com a violência desencadeada pelos obscurantistas da entidade civil conhecida como Liga dos Combatentes Republicanos e quem quer que lhe tenha sido cúmplice na vergonhosa onda de crimes cometidos contra os praticantes dos cultos afro-brasileiros. Os atos verdadeiramente terroristas perpetrados pelos membros sectários dessa entidade, como indicam as fontes históricas ainda muito pouco divulgadas, tiveram o beneplácito de lideranças destacadas da sociedade alagoana e teriam sido incentivados pela disputa do poder político estadual. Assim, no dia de hoje, ao realizar o pedido público de perdão aos religiosos de matriz africana, o faço principalmente como alagoano e em nome de toda essa sociedade. O faço com o objetivo de, ao olharmos para trás despojados de quaisquer preconceitos, reconheçamos as responsabilidades, enquanto poder público, frente ao terrível período do “Quebra”. Ao pedir perdão não pedimos o esquecimento. Muito pelo contrário. Exibimos nossa dor e queremos expurgar nossa vergonha por aquele período tenebroso, convocando os alagoanos a se aprofundarem no estudo de nossa história. Estamos nos convidando a conhecermos a nós mesmos, entendermos nossas feridas, reconhecer nossos erros; compreender o passado, enfim. Não para carpirmos pecados, como se lágrimas e lamentos expiação fossem. Mas para que, conhecendo e reconhecendo ocorrências vergonhosas e terríveis como essa, possamos combater, com firmeza, toda e qualquer possibilidade de tragédias semelhantes. Queremos virar essa página da história nos comprometendo com uma nova etapa, com o projeto de uma nova Alagoas, onde todos e todas possam exercer livremente suas diferenças e, a partir delas, garantir um futuro digno para seus filhos. Para tanto, as religiões de matriz africana têm uma contribuição inestimável a dar nessa construção, pelo relevante papel educativo que desenvolvem junto a todas as camadas da sociedade alagoana, ensinando valores positivos, baseados no respeito ao próximo. Além disso, podemos dizer que cada Terreiro de Xangô de Alagoas tem enorme potencial no campo da formação profissional envolvendo jovens, podendo se transformar em importante espaço de capacitação de músicos, artesãos, educadores e outros profissionais, gerando renda e combatendo a pobreza em nosso Estado. Mas, fundamentalmente, independente desses conceitos de participação e formação cidadã, ao nunca esquecermos as dores e crimes do “Quebra”, o Estado de Alagoas reafirma seu compromisso básico, elementar, de respeitar, integralmente, e de garantir através da força de seus poderes constituídos o direito irrestrito à liberdade de culto religioso. Este é um pilar básico, indispensável, ao exercício do Estado Democrático de Direito. Mais uma vez expresso meus parabéns a Universidade Estadual de Alagoas e seus parceiros pela iniciativa e quero colocar-me à disposição para, sempre que for preciso, estarmos juntos nessa construção. A todos e todas deixo meus votos de melhor proveito desse evento que já entrou para a história dessa nova Alagoas. | ” |